# Waverly (hrabstwo Franklin)
Waverly – miasto w Stanach Zjednoczonych, w stanie Nowy Jork, w hrabstwie Franklin.